# Порт Толбът
Порт То̀лбът (на английски: Port Talbot; на уелски: Порт Та̀лбот, звуков файл и буквени символи за английското произношение ) е град в Южен Уелс, главен административен център на графство Нийт Порт Толбът. Разположен е около устието на река Аван в залива Суонзи Бей към Бристълския канал. Намира се на около 30 km на северозапад от столицата Кардиф. Има жп гара и пристанище. Производство на стомана. Населението му е 35 633 жители според данни от преброяването през 2001 г.

## Спорт
Представителният футболен отбор на града се казва ФК Порт Толбът Таун. Дългогодишен участник е в Уелската Висша лига. Вторият по популярност футболен отбор от града е ФК Аван Лидо, който от сезон 2011 – 2012 г. се състезава също в Уелската Висша лига. Редовен участник във второто и третото ниво на уелския футбол е ФК Тата Стийл.

## Личности
Родени
- Антъни Хопкинс (р. 1937), уелски киноактьор